# Iurkivka, Zvenîhorodka
Iurkivka (în ucraineană Юрківка) este o comună în raionul Zvenîhorodka, regiunea Cerkasî, Ucraina, formată numai din satul de reședință.

## Demografie
Componența lingvistică a comunei Iurkivka
     Ucraineană (97,52%)
     Rusă (2,28%)
     Alte limbi (0,1%)
Conform recensământului din 2001, majoritatea populației comunei Iurkivka era vorbitoare de ucraineană (97,52%), existând în minoritate și vorbitori de rusă (2,28%).